# Teodoald
Teodoald ali Teodald je bil po smrti svojega starega očeta Pipina Herstalskega nekaj časa leta 714 dvorni majordom Avstrazije, * 707 ali 708, † 741
Leta 715 je plemstvo za majordoma Nevstrije razglasilo Ragenfrida, za majordoma Avstrazije pa Karla Martela.
Teodoald je bil zakonski sin Grimoalda II. in Teodesinde Frizijske in zato vnuk frizijskega kralja. Kasneje je bil razglašen za nezakonskega. Njegova stara mati Plektruda je poskušala doseči,  da bi Pipin Herstalski za zakonitega naslednika vseh svojih ozemelj priznal  njega in ne Karla Martela. Plektruda se je leta 716 odpovedala svoji zahtevi v korist Hilperika II. Nevstrijskega in Ragenfrida.
Teodoald je umrl ali bil morda ubit okoli leta 741 po smrti svojega strica in zaščitnika Karla Martela. Nenavadno je, da ga Karel Martel kljub temu, da se je razglasil za naslednika Pipina Herstalskega, po prihodu na oblast ni ubil, kar se je v srednjem veku pogosto dogajalo. 

## Vir
- Rudolf Schieffer. Die Karolinger. 4. dopolnjena izdaja. Stuttgart 2006, ISBN 3-17-019099-7, str. 33, 36 in 38.

| Teodoald Arnulfinška dinastijaRojen: 707 ali 708 Umrl: 741 |                                |                         |
| Predhodnik: Grimoald II.                                   | Dvorni majordom Avstrazije 714 | Naslednik: Karel Martel |